# 锁龙乡
锁龙乡，是中华人民共和国甘肃省定西市岷县下辖的一个乡镇级行政单位。

## 行政区划
锁龙乡下辖以下地区：
锁龙村、古素村、赵家村、后家村、红旗村、严家村、大东村、元埂地村、新庄村和双燕村。